# Zbieracze
Zbieracze – funkcjonalna grupa troficzna bezkręgowców wodnych, odżywiająca się małymi fragmentami (poniżej 1 mm) detrytusu i cząstek organicznych, zbieranych z powierzchni dna. W odróżnieniu od filtratorów aktywni zbieracze przemieszczają się w poszukiwaniu drobnocząsteczkowego detrytusu.
Przykłady zbieraczy: chruściki (Mystacides), jętki.